# East Hempfield Township
East Hempfield Township est un township situé au nord-ouest de la partie centrale du comté de Lancaster, en Pennsylvanie, aux États-Unis. En 2010, il comptait une population de 23 522 habitants.

## Démographie
Lors du recensement de 2010, le township comptait une population de 23 522 habitants. Elle est estimée, en 2018, à 24 329 habitants.